# 251 (tal)
251 är det naturliga talet som följer 250 och som följs av 252. Det är också ett primtal.

## Inom vetenskapen
- 251 Sophia, en asteroid.

## Inom matematiken
251 är ett udda tal. CCLI är 251 i romerska siffror.
251 är summan av tre på varandra följande primtal (79 + 83 + 89) och summan av sju på varandra följande primtal (23 + 29 + 31 + 37 + 41 + 43 + 47).
251 är det enda primtalet mellan 241 och 257.